# Список серий Madlax
Madlax (яп. マドラックス мадораккусу) — аниме-сериал, состоящий из 26 серий. Сериал впервые транслировался по телеканалу TV Tokyo с 5 апреля по 27 сентября 2004-го года.

## Список серий
| |                                                                      |            |
| 01 | Танец с пистолетами ~танец~ «Дзю:бу ~дэнс~» (銃舞 ~dance~)           | 05.04.2004 |
| Молодой боец Галзы, Пит, потеряв всех товарищей, пробирается через окружение Королевской Армии Газа-Соники. Шансы уцелеть у него невелики, однако появление прекрасной незнакомки, легко расправившейся с преследователями, но упорно не называющей своего имени, меняет расклад сил. |                                                                      |            |
| 02 | Алая луна ~алый~ «Ко:гэцу ~кри́мзэн~» (紅月 ~crimson~)                | 12.04.2004 |
| Жизнь Маргарет Бертон идёт своим чередом, но возвращение бывшей учительницы, Ванессы Рене, и её неожиданный подарок пробуждают единственное воспоминание. |                                                                      |            |
| 03 | Синяя луна ~луна~ «Со:гэцу ~му:н~» (蒼月 ~moon~)                     | 19.04.2004 |
| Очередное задание Мадлакс — убить главнокомандующего Королевской Армией Газа-Соники, Гвена МакНи́коля. Заказчик убийства — сам главнокомандующий МакНиколь. |                                                                      |            |
| 04 | Искушение ~спроси~ «Ю:ваку ~аск~» (誘惑 ~ask~)                       | 26.04.2004 |
| Анна Морэ́, одноклассница Маргарет, убила собственного отца и выбросилась из окна третьего этажа — поступок беспричинный и бессмысленный. Но инспектор полиции Маклэ́й Мари́ни не верит в беспричинные убийства и готов докопаться до истины.                                            |                                                                      |            |
| 05 | Несуществующий ~нет~ «Мудзай ~нан~» (無在 ~none~)                    | 03.05.2004 |
| Молодой уроженец Нафреции, Крис Кра́на, тайком проникает в Газа-Сонику, чтобы найти отца, которого никогда не знал, но о котором рассказывала мать. Поскольку отцом Криса считается лидер группировки Галза, Мин Дюрк, охрану молодого человека поручают Мадлакс.                      |                                                                      |            |
| 06 | Последнее желание ~уйди~ «Юйгон ~ли:в~» (遺言 ~leave~)               | 10.05.2004 |
| Одноклассница приглашает Маргарет на вечеринку в узком кругу, однако горничная Элеонора, узнав, что туда войдёт пара неблагонадёжных личностей, немедленно отправляется за госпожой.                                                                                                  |                                                                      |            |
| 07 | Книжка с картинками ~природа~ «Эхон ~нэ́йчэ~» (繪本 ~nature~)         | 17.05.2004 |
| По совету Элеоноры Маргарет нанимает Эри́ка Ги́ллэна, библио-детектива, то есть, специалиста по обнаружению редких книг, чтобы тот отыскал ещё один экземпляр её «книжки с картинками». Очень скоро Гиллэну становится ясно, что искать следует в Газа-Сонике.                          |                                                                      |            |
| 08 | Душевное слово ~душа~ «Конгэн ~со́ул~» (魂言 ~soul~)                  | 24.05.2004 |
| Расследованием Гиллэна заинтересовался Enfant, и хотя Мадлакс удалось вытащить его из-под пуль, теперь им двоим предстоит опасное путешествие вглубь боевой зоны страны — туда, где по проверенным сведениям, живут люди, знающие что-то о книге Маргарет.                            |                                                                      |            |
| 09 | Аромат ушедшего ~аромат~ «Дзанко ~сэнт~» (残香 ~scent~)              | 31.05.2004 |
| Коллега и хороший знакомый Мадлакс по имени Луча́но решил покинуть Газа-Сонику. Однако перед уходом ему остаётся выполнить единственное «последнее задание» в Нафреции. |                                                                      |            |
| 10 | Эрозия ~погружение~ «Синсёку ~дайв~» (侵触 ~dive~)                   | 07.06.2004 |
| Неприятно поражённая невольно подслушанным разговором, Ванесса пытается найти хотя бы малейшее подтверждение тому, что её компания поставляет оружие в Газа-Сонику. Не найдя ничего в официальных отчётах, она обращается за помощью к знакомому хакеру Ба́джису.                      |                                                                      |            |
| 11 | Чужая страна ~возрази~ «Икоку ~обдже́кт~» (異国 ~object~)             | 14.06.2004 |
| Скрываясь от преследования, Баджис был вынужден сохранить результаты своей атаки серверов Bookwald на первом подвернувшемся терминале, который «случайно» оказался принадлежащим подростку в Газа-Сонике. Стремясь поскорее обработать данные, Ванесса отправляется туда.             |                                                                      |            |
| 12 | Исчезнувшая воля ~близко~ «Сёуй ~кло́уз~» (消意 ~close~)              | 21.06.2004 |
| Чудом уцелев благодаря вмешательству Мадлакс, Ванесса, тем не менее, упорно стремится открыто опубликовать полученные ею сведения о гражданской войне в Газа-Сонике. Такая опрометчивость очень не по душе Мадлакс, но почему-то в этот раз она не в силах настоять на своём.         |                                                                      |            |
| 13 | Звуки пробуждения ~проснувшись~ «Какумэй ~эвэ́йк~» (覚鳴 ~awake~)     | 28.06.2004 |
| В Нафреции Маргарет знакомится с человеком по имени Карроссэа Дон, интересующимся её книгой, а в Газа-Сонике Ванесса безуспешно пробует раскодировать с таким трудом добытые данные, но внезапный звонок от SSS разом спутывает её планы.                                             |                                                                      |            |
| 14 | Забытая мысль ~память~ «Бо:со: ~мэ́мори~» (忘想 ~memory~)             | 05.07.2004 |
| Подставившись под удар «ловушки» Enfant, Мадлакс не пострадала физически, однако, похоже, вновь потеряла память о себе и своей прежней жизни. В Нафреции, тем временем, книга Маргарет привлекает к себе все новые опасные силы.                                                      |                                                                      |            |
| 15 | Ложный конфликт ~камуфляж~ «Гисо: ~кэмэфлаз~» (偽争 ~camouflage~)    | 12.07.2004 |
| Ванессе и Лимельде Йорг «удалось» вернуть Мадлакс память, но её продолжают преследовать странные сны, сильно смахивающие на кошмары. |                                                                      |            |
| 16 | Рифма пистолетов ~мгновение~ «Дзю:ин ~мо́мэнт~» (銃韻 ~moment~)       | 19.07.2004 |
| Мадлакс находит людей, готовых опубликовать полученные Ванессой отчёты о роли Bookwald Industries в гражданской войне в Газа-Сонике, но они явно недооценивают могущество Enfant. |                                                                      |            |
| 17 | Стечение обстоятельств ~встреча~ «Сэцуна ~рию́нъен~» (刹那 ~reunion~) | 26.07.2004 |
| Ванессе и Мадлакс удаётся бежать, однако Enfant немедленно выставляет их опасными убийцами в глазах населения Газа-Соники, принуждая к бегству в боевую зону. Узнав об этом, Маргарет тоже отправляется в Газа-Сонику в сопровождении Элеоноры и Карроссэа Дона.                      |                                                                      |            |
| 18 | Двойное расставание ~дуэт~ «Со:ри ~ду́о~» (双離 ~duo~)                | 02.08.2004 |
| Все маховики судьбы пришли в движение: Лимельда отчаянно пытается спасти свою расползающуюся картину мира, Мадлакс ищет истинную подоплёку своего прошлого, Маргарет готова сунуться в логово Enfant, лишь бы найти Ванессу, а сама Ванесса спешно учится стрелять.                   |                                                                      |            |
| 19 | Полученная книга ~святыня~ «Эхон ~хо́ли~» (獲本 ~holy~)               | 09.08.2004 |
| Пробиваясь с боем сквозь все заслоны, Маргарет и Мадлакс стремятся туда, где ожидает единственный человек в мире, кто готов поделиться с ними знанием о Священной Книге Маргарет и приоткрыть завесу над их судьбами. Карроссэа, тем временем, тоже решается на отчаянный шаг.        |                                                                      |            |
| 20 | Истинный конфликт ~желание~ «Синсо: ~уи́ш~» (真争 ~wish~)             | 16.08.2004 |
| Вопреки всем правилам и устоям, Мадлакс получает право узнать истину о своём прошлом. |                                                                      |            |
| 21 | Неполное откровение ~вина~ «Кокухаку ~ги́лти~» (告薄 ~guilty~)        | 30.08.2004 |
| Последняя из Священных Книг, принесённая Карроссэа Доном, позволяет Маргарет, наконец, открыть Врата Правды и вспомнить часть своего и его прошлого. Однако для Карроссэа это знание неизмеримо опаснее, чем для неё.                                                                 |                                                                      |            |
| 22 | Опасное чувство ~ярость~ «Гэкидзё: ~рэйдж~» (撃情 ~rage~)            | 30.08.2004 |
| Маргарет отказалась от права знать правду и попала во власть Пятницы Понедельника. Тем временем Лимельда продолжает упорно преследовать Мадлакс. |                                                                      |            |
| 23 | Заблудившееся сердце ~сомнение~ «Мэйсин ~да́ут~» (迷心 ~doubt~)       | 06.09.2004 |
| Боль утраты, сомнения в собственных силах и неожиданно обретённый друг — что перевесит в душе Мадлакс, каков будет её следующий шаг на пути к их с Маргарет прошлому. |                                                                      |            |
| 24 | Пожертвованное сердце ~сердце~ «Кэнсин ~ха:т~» (献心 ~heart~)        | 13.09.2004 |
| Мадлакс, «девушка, которой не дано умереть», идёт навстречу Маргарет, однако Элеонора, пусть тяжело раненая и безоружная, все же опережает её. |                                                                      |            |
| 25 | Священная кровь ~святые~ «Сэйкэцу ~сэйнт~» (聖血 ~saint~)            | 20.09.2004 |
| Она опоздала и здесь. Маргарет, окончательно попавшая под власть Понедельника, вновь прикасается к Вратам Правды, чтобы узнать, наконец, всю истину без недомолвок. Теперь своей правдой с ней готов поделиться и сам Понедельник.                                                    |                                                                      |            |
| 26 | Осколки ~зрачок~ «Какэра ~пъюпл~» (欠片 ~pupile~)                    | 27.09.2004 |
| Вот она — Абсолютная Истина перед Маргарет. Полное знание о её собственном прошлом, прошлом Мадлакс, Понедельника, Карроссэа… Правда о мире, людях и себе — и приговор, что с ней теперь делать, может вынести только девушка, обладающая Даром.                                      |                                                                      |            |